# FC Porto (basketbal)
FC Porto is een Portugese basketbalclub uit Porto die deel uitmaakt van de omnisportvereniging FC Porto. De club komt uit in de Liga Portuguesa de Basquetebol en werd twaalf keer landskampioen en won veertien keer de basketbalbeker.

## Geschiedenis
De eerste ploeg werd gevormd door António Sanches, António Marta en Daniel Barbosa en kreeg steun van  Gabriel Batista en A. Cabral om het team compleet te maken. Een tweede plaats in de Cup António Cardoso zorgde ervoor dat er nog vier ploegen werden opgericht. De spelers trainde in de begindagen in een buitencomplex naast het Campo da Constituição.
In 1933 speelde Porto mee in de eerste Campeonato de Portugal en later in 1948 en 1950 wisten ze kampioen te worden van de tweede klasse. In 1952, 1953 volgde de twee eerste landstitels voor de club. Twintig jaar later volgde in 1972 een derde landstitel gevolgd door drie in 1979, 1980 en 1983. In 1995 werd de competitie een profcompetitie daarnaast verhuisde de club ook naar Pavilhão Rosa Mota. In 1996 volgde de eerste landstitel in het proftijdperk, ook het seizoen erop werd Porto nationaal kampioen. Nadien waren er nog titels in 1999, 2004 en 2011. 
In 2012 stopte de ploeg met bestaan als een profploeg en degradeerde naar de derde klasse en kwam uit onder de naam Dragon Force. In hun eerste seizoen promoveerde de club meteen naar de tweede klasse waarin ze meteen kampioen werden. Ze besluiten niet naar de eerste klasse te promoveren maar na een tweede titel in de tweede klasse keerde Porto na drie seizoenen terug naar het hoogste niveau en naar de oude naam FC Porto. In 2016 werd de club opnieuw landskampioen en in 2019 behaalde de club haar veertiende beker.

## Erelijst
- Portugees landskampioen: 1952, 1953, 1972, 1979, 1980, 1983, 1996, 1997, 1999, 2004, 2011, 2016
- Taça de Portugal de Basquetebol: 1979, 1986, 1987, 1988, 1991, 1997, 1999, 2000, 2004, 2006, 2007, 2010, 2012, 2019, 2024, 2025
- Taça Hugo dos Santos: 2000, 2002, 2004, 2008, 2010, 2012, 2016, 2021
- Supertaça de Portugal de Basquetebol: 1986, 1997, 1999, 2004, 2011, 2016, 2019, 2024
- Troféu António Pratas: 2011, 2015 (als Dragon Force)
- Torneio dos Campeões: 2006
- Proliga: 2014, 2015 (als Dragon Force)

## Coaches
| Jaar      | Coach        |
| --------- | ------------ |
| 2006-2009 | Alberto Babo |
| 2009-2022 | Moncho López |
| 2022-     | Fernando Sá  |

## Bekende oudspelers
| - Marvin Clark - Jim Cantamessa - Max Landis |